# Playen
Playen ist ein Distrikt (Kecamatan) im Regierungsbezirk (Kabupaten) Gunungkidul der Sonderregion Yogyakarta im Süden der Insel Java. Der Kecamatan liegt im westlichen Zentrum des Kabupatens und zählte Ende 2021 auf 72,04 km² Fläche 62.161 Einwohner.

## Geographie
Playen hat folgende Kecamatan als Nachbarn:
| Richtung0000 | Name Kec.  | Kabupaten   | Provinz |
| Norden       | Patuk      | Gunungkidul | DIY*    |
| Nordosten    | Gedangsari | Gunungkidul | DIY*    |
| Osten        | Wonosari   | Gunungkidul | DIY*    |
| Süden        | Paliyan    | Gunungkidul | DIY*    |
| Südwesten    | Panggang   | Gunungkidul | DIY*    |
| Westen       | Dlingo     | Bantul      | DIY*    |

* D.I.Yogyakarta

## Verwaltungsgliederung
Der Kecamatan (auch Kapanewon genannt) gliedert sich in 13 ländliche Dörfer (Desa, auch Kalurahan genannt):
| PUM-Code 1    | Desa          | Fläche (km²) | Bevölkerung zur Volkszählung 2 | Bevölkerung zur Volkszählung 2 | Bevölkerung zur Volkszählung 2 | Bevölkerung zur Volkszählung 2 | Bevölkerung zur Volkszählung 2 | Bevölkerung zur Volkszählung 2 | Padu- kuhan 4 | RW/ RT 5 |
| PUM-Code 1    | Desa          | Fläche (km²) | 002000                         | 002010                         | Männer                         | Frauen                         | 002020                         | Dichte 3                       | Padu- kuhan 4 | RW/ RT 5 |
| ------------- | ------------- | ------------ | ------------------------------ | ------------------------------ | ------------------------------ | ------------------------------ | ------------------------------ | ------------------------------ | ------------- | -------- |
| 34.03.03.2001 | Banyusoco     | 20,35        | 5.247                          | 5.176                          | 2.851                          | 2.861                          | 5.712                          | 280,7                          | 8             | 8/61     |
| 34.03.03.2002 | Plembutan     | 6,12         | 4.039                          | 4.108                          | 2.372                          | 2.456                          | 4.828                          | 788,9                          | 11            | 11/42    |
| 34.03.03.2003 | Bleberan      | 16,26        | 4.830                          | 4.812                          | 2.744                          | 2.713                          | 5.457                          | 335,6                          | 11            | 11/85    |
| 34.03.03.2004 | Getas         | 7,23         | 4.605                          | 4.968                          | 2.731                          | 2.761                          | 5.492                          | 759,6                          | 6             | 6/40     |
| 34.03.03.2005 | Dengok        | 4,01         | 2.211                          | 2.271                          | 1.187                          | 1.287                          | 2.474                          | 617,0                          | 6             | 6/23     |
| 34.03.03.2006 | Ngunut        | 2,37         | 1.868                          | 2.019                          | 1.131                          | 1.164                          | 2.295                          | 968,4                          | 3             | 3/22     |
| 34.03.03.2007 | Playen        | 4,31         | 3.655                          | 4.024                          | 2.149                          | 2.195                          | 4.344                          | 1.007,9                        | 7             | 7/33     |
| 34.03.03.2008 | Ngawu         | 3,44         | 3.434                          | 3.742                          | 1.934                          | 2.104                          | 4.038                          | 1.173,8                        | 4             | 4/30     |
| 34.03.03.2009 | Bandung       | 4,01         | 3.543                          | 3.624                          | 1.879                          | 2.026                          | 3.905                          | 973,8                          | 8             | 8/38     |
| 34.03.03.2010 | Logandeng     | 6,67         | 7.108                          | 7.738                          | 4.448                          | 4.459                          | 8.907                          | 1.335,4                        | 10            | 10/63    |
| 34.03.03.2011 | Gading        | 13,11        | 5.665                          | 5.724                          | 3.067                          | 3.131                          | 6.198                          | 472,8                          | 10            | 10/92    |
| 34.03.03.2012 | Banaran       | 7,51         | 3.614                          | 3.733                          | 2.043                          | 2.199                          | 4.242                          | 564,8                          | 9             | 9/49     |
| 34.03.03.2013 | Ngleri        | 9,87         | 2.425                          | 2.553                          | 1.343                          | 1.387                          | 2.730                          | 276,6                          | 8             | 8/27     |
| 34.03.03      | Kec. Playen00 | 105,26       | 52.244                         | 54.492                         | 29.879                         | 30.743                         | 60.622                         | 575,9                          | 101           | 101/605  |

## Demographie
Grobeinteilung der Bevölkerung nach Altersgruppen (zum Zensus 2020)
| Altersgruppen | 00Männer | 00Frauen | zusammen |
| ------------- | -------- | -------- | -------- |
| 0 – 14        | 6.133    | 5.878    | 12.011   |
| 15 – 64       | 20.191   | 20.146   | 40.337   |
| 65+           | 3.555    | 4.719    | 8.274    |
| gesamt        | 29.879   | 30.743   | 60.622   |
| anteilig (%)  |          |          |          |
| 0 – 14        | 20,53    | 19,12    | 19,81    |
| 15 – 64       | 67,58    | 65,53    | 66,54    |
| 65+           | 11,90    | 15,35    | 13,65    |

### Bevölkerungsentwicklung
In den Ergebnissen der sieben Volkszählungen seit 1961 ist folgende Entwicklung ersichtlich:
| Einheit/Jahr     | 1961         | 1971         | 1980         | 1990         | 2000         | 2010         | 2020         |
| ---------------- | ------------ | ------------ | ------------ | ------------ | ------------ | ------------ | ------------ |
| Kec. Playen      | 45.204       | 49.113       | 52.269       | 51.302       | 52.244       | 54.492       | 60.622       |
| Anteil in %      | 7,91         | 7,93         | 7,93         | 7,88         | 7,79         | 8,07         | 8,11         |
| Kab. Gunungkidul | 571.823      | 619.117      | 659.486      | 651.004      | 670.433      | 675.382      | 747.161      |
| Sonderregion DIY | 00 2.231.062 | 00 2.487.177 | 00 2.750.025 | 00 2.912.611 | 00 3.120.478 | 00 3.457.491 | 00 3.66.8719 |